# Johann Centurius von Hoffmannsegg
Le comte Johann Centurius von Hoffmannsegg (Johann Centurius, Graf von Hoffmannsegg), est un botaniste, un entomologiste et un ornithologue saxon, né le 23 août 1766 à Rammenau et mort le 13 décembre 1849 à Dresde.

## Biographie
À la mort prématurée de ses parents, en 1788, il hérite du château de Rammenau. Il fait ses études à Leipzig, à Göttingen ainsi qu'à Brunswick auprès de l'entomologiste Johann Christian Ludwig Hellwig. Il fait de longs voyages en Europe et en rapporte de vastes collections de plantes (il échange quelques échantillons avec le célèbre collectionneur parisien Benjamin Delessert) et d'animaux. Il parcourt ainsi la Hongrie, l'Autriche et l'Italie en 1795 et 1796, le Portugal de 1797 à 1801 aux côtés du naturaliste Heinrich Friedrich Link et accompagné par son serviteur Franz Wilhelm Sieber.
Il fait parvenir à Johann Illiger, un autre étudiant d'Hellwig, ses collections zoologiques pour qu'il puisse les étudier. Le comte Hoffmannsegg envoie Sieber au Brésil durant onze ans afin qu'il lui fasse parvenir des collections de plantes et d'animaux.
Il travaille à Berlin de 1804 à 1816 et est élu membre de l'Académie royale des sciences de Prusse en 1815. Il est le fondateur du musée zoologique de Berlin en 1810 (actuellement le musée d'histoire naturelle de Berlin). Hoffmannsegg propose le nom d'Illiger pour le poste de conservateur. Toutes les collections d'Hoffmannsegg sont alors transférées à Berlin.
Il est enterré au Vieux cimetière catholique de Dresde.

## Publications en français
- (avec Heinrich Friedrich Link) Voyage en Portugal fait depuis 1797 jusqu'en 1799, Paris, Dentu, 1808 En ligne sur Gallica : t. 1, t. 2, t. 3
- (avec Heinrich Friedrich Link) Flore portugaise ou Description de toutes les plantes qui croissent naturellement en Portugal avec figures coloriées, cinq planches de terminologie et une carte, 3 vol., Berlin, Charles Fréderic Amelang, 1809-1820  Site europeana.eu